# Scitovszky-kúria
A Scitovszky-kúria (Fáy-kúria) egy műemlékileg védett egykori udvarház a Pest vármegyei Gomba községben. Műemlékvédelmi törzsszáma 7027.

## Története
1773-ban építtette egyes források szerint a Bárczay család, ezért (helytelenül) „volt Bárczay-kastélynak” is nevezik. Az udvarban álló ismertető tábla szerint Fáji Fáy Mihály és András építtette. Az eredetileg barokk épületet épületet 1810 körül klasszicista stílusban átalakították. A Fáyok és leszármazottaik 1870-ig, e család kihaltáig éltek itt. 
Fáy András, „a haza mindenese” 1773–1800 között itt töltötte a nyarakat apja birtokán, később pesti polgárként gyakran látogatott ki ide szüretre, András-napra barátaival, többek között Kölcsey Ferenccel, Szemere Pállal.
Ezután báró Seldeneck, majd a Péchy család birtokába került. A Scitovszky család a 20. század elején vásárolta meg. A szovjet megszállás előtt a Kenyeres család birtoka volt, ezért az ismertető táblán „Fáy-Kenyeres-kúria” néven szerepel. A 2. világháború után helyi TSZ tulajdona lett. Az eredetileg U alaprajzú épület szárnyait leromlott állapotuk miatt lebontották, csupán a középső rész maradt meg.
Miután ideköltözött a polgármesteri hivatal, a főhomlokzatot felújították (de a hátsót nem).

## Az épület
A szabadon álló, földszintes épület a szárnyak elbontása óta téglalap alaprajzú.
A bejárat előtt, a főhomlokzat közepén két-két korinthoszi fejezetű oszlopon balusztrádmellvédes, sátortetővel fedett portikusz áll. A bejárati ajtó fölött szegmensíves, felülvilágító ablak nyílik hajlított ívű szemöldökpárkánnyal, az ajtó mellett kétoldalt fülesen keretelt könyöklőpárkányos ablak ráccsal. Két-két hasonló ablak van a homlokzaton jobb- és baloldalt.
A hátsó homlokzat középen is egy tornác van két-két, korinthoszi fejezetű pillérrel: a-a-b-a-a beosztású.

## Jelenlegi használata
A település polgármesteri hivatala működik benne.

## Környezete
Az épület előtt a hajdani park néhány növénye túlélte a viszontagságokat, de az épület mögötti parkrész teljesen elpusztult. A kert jelenlegi növényzete egyáltalán nem illik az épület stílusához.